# Universidad Nacional del Comahue
La Universidad Nacional del Comahue es una universidad pública argentina distribuida entre las provincias de Neuquén y Río Negro con centro en la ciudad de Neuquén y dependencias en Choele Choel, Cinco Saltos, Cipolletti, Chos Malal, General Roca, San Antonio Oeste, San Carlos de Bariloche, San Martín de los Andes,Plaza Huincul, Cutral Co, Viedma, Villa Regina y Zapala Según el ranking SIR de SCImago, la universidad se ubica entre las diez universidades nacionales de Argentina que más producen ciencia y tecnología.
Su estatuto universitario (Ordenanza N.º 470/2009) establece la gratuidad del acceso a todas sus carreras de grado y asegura la libertad de expresión para el desarrollo de sus actividades. 

## Historia
Sus antecedentes pueden rastrearse en la Universidad de Neuquén, universidad provincial creada en 1965 para evitar la emigración de estudiantes y fomentar la radicación de profesores, establecida en un terreno donado por la Municipalidad de Neuquén, un predio de 107 hectáreas, más la anexión de otros terrenos posteriormente, que en total sumaron 120 hectáreas en el que se construyeron parques y jardines alrededor de las dependencias.[cita requerida]
En un principio se impartían en el área de las Ciencias de la Educación las carreras de Profesorado en Matemática, Física, Química, Historia, Geografía, Castellano y Literatura y Ciencias Naturales además de las carreras de Antropología Social, Psicología, Administración, Turismo, Geología y Minería.
En el año 1971, se dispuso su creación como Universidad Nacional del Comahue por ley nacional, en el marco del llamado Plan Taquini. La misma juntó en una organización a la Universidad de Neuquén y otros institutos universitarios dispersos por la región. El 15 de marzo de 1972 se dio inicio al primer ciclo lectivo en el nuevo complejo universitario, tomando como base la experiencia educacional de la universidad provincial y los institutos que le antecedieron, los cuales ya habían formado varias promociones de egresados.
La Universidad se encuentra asentada en dos territorios unidos por una historia social y cultural en común a la que debe el nombre de Comahue. Su escudo se basa en la cosmovisión mapuche y en representaciones humanas encontradas en un cultrum, o tambor de machi, en el que se representa la división mítica del espacio mapuche.
En el año 2004, la Universidad Nacional del Comahue junto a la Universidad de Buenos Aires y la Universidad Nacional de Entre Ríos presentaron recursos de amparo para evitar regirse por algunos aspectos de la Comisión Nacional de Evaluación y Acreditación Universitaria en defensa de una universidad pública, gratuita, laica y autónoma al considerarla como parte de una reforma de carácter neoliberal, la Ley de Educación Superior creada en 1995.
El anuncio de la creación de la Universidad Nacional de Río Negro en 2005 generó gran incertidumbre en la UNCo. Inicialmente el proyecto incluía la extinción de la universidad, luego esto fue modificado para empezar a hablar de "complementariedad" entre ambas casas de altos estudios. Este cambio sirvió para lograr el apoyo mayoritario del Congreso.
El satélite Pehuensat-1 fue creado con objetivos educativos, construido en su totalidad en la Argentina. Su lanzamiento ocurrió el 10 de enero del 2007 por la mañana a bordo de un cohete desde una base aeroespacial de la India. El armado demandó cinco años y fue realizado por docentes y estudiantes de la universidad.
Lo denominaron Pehuensat-1 en referencia al pehuén, un árbol milenario y autóctono de los bosques andino patagónicos.
El satélite argentino pesa 6 kilogramos, recorre la órbita a unos 640 kilómetros de altura y viaja a una velocidad alrededor de la Tierra de 25 mil kilómetros por hora. Tiene una estructura con caja de aluminio tipo espacial y paneles solares en una de las caras. La electrónica está compuesta por un transmisor, una computadora y dos paquetes de baterías que se recargan con energía solar. Además una antena encargada de transmitir los parámetros a la Tierra.

### Universidad intercultural
En marzo de 2024 se aprobó el proyecto que declara a la universidad como intercultural, siendo la primera de Argentina en asumirse como tal. Parte de los nuevos cursos que imparte la casa de estudios es una diplomatura en Medicina que combina esta disciplina con la sabiduría tradicional mapuche.

## Composición de la Universidad

### Unidades académicas
La Universidad cuenta con doce Facultades y sus dos asentamientos universitarios dependientes, una escuela superior y dos centros regionales dispersos en varias ciudades de las provincias argentinas de Neuquén, Río Negro y Chubut:
| Unidades académicas                                   | Carreras de grado | Sedes                      | Provincias        |
| Facultad de Humanidades                               | Licenciatura en Letras Profesorado en Letras Licenciatura en Geografía Profesorado en Geografía Licenciatura en Filosofía Profesorado en Filosofía Profesorado en Historia Licenciatura en Historia Técnicatura en Planificación Ambiental | Neuquén                    | Neuquén           |
| Facultad de Economía y Administración                 | Contador Público Nacional Licenciatura en Administración Licenciatura en Economía Licenciatura en Matemática Profesorado en Ciencias Económicas Profesorado Universitario en Matemática Ciclo General en Ciencias Económicas | Neuquén                    | Neuquén           |
| Facultad de Ingeniería                                | Licenciatura en Ciencias Geológicas Ingeniería Civil Ingeniería Eléctrica Ingeniería Electrónica Ingeniería en Petróleo Ingeniería Mecánica Ingeniería Química Profesorado en Física Profesorado en Química | Neuquén Zapala Bariloche   | Neuquén Río Negro |
| Facultad de Informática                               | Licenciatura en Ciencias de la Computación Licenciatura en Sistema de Información Profesorado en Informática Tecnicatura Universitaria en Administración de Sistemas y Software Libre Tecnicatura Universitaria en Desarrollo Web | Neuquén                    | Neuquén           |
| Facultad de Turismo                                   | Licenciatura en Turismo Guía de Turismo Tecnicatura en Empresas de Servicios Turísticos | Neuquén                    | Neuquén           |
| Facultad de Derecho y Ciencias Sociales               | Abogacía Licenciatura en Comunicación Social Profesorado en Comunicación Social Licenciatura en Sociología Licenciatura en Servicio Social | General Roca               | Río Negro         |
| Facultad de Derecho y Ciencias Sociales               | Licenciatura en Servicio Social | Neuquén                    | Neuquén           |
| Facultad de Ciencias de la Educación y Psicología     | Licenciatura en Ciencias de la Educación Profesorado en Ciencias de la Educación Profesorado Universitario de Enseñanza en Educación Primaria Profesorado en Nivel Inicial Psicología | Cipolletti                 | Río Negro         |
| Facultad de Ciencias Médicas                          | Medicina Licenciatura en Nutrición (Ciclo de Licenciatura) | Cipolletti                 | Río Negro         |
| Facultad de Lenguas                                   | Profesorado en Inglés Traductorado Público en Inglés | General Roca               | Río Negro         |
| Facultad de Ciencias Agrarias                         | Ingeniería Agronómica Tecnicatura Universitaria en Espacios Verdes Tecnicatura Universitaria en Desarrollo Agropecuario para Pequeños y Medianos Productores | Cinco Saltos               | Río Negro         |
| Facultad de Ciencias y Tecnologías de los Alimentos   | Tecnicatura en Control e Higiene de los Alimentos Licenciatura en Tecnología de los Alimentos Licenciatura en Gerenciamiento Gastronómico Tecnicatura Auxiliar Universitario en Nutrición | Villa Regina               | Río Negro         |
| Facultad de Ciencias del Ambiente y de la Salud       | Licenciatura en Seguridad e Higiene Licenciatura en Enfermería Licenciatura en Saneamiento y Protección Ambiental Licenciatura en Enfermería | Neuquén Allen Choele Choel | Neuquén Río Negro |
| Centro Regional Universitario San Martin de los Andes | Guía de Turismo Técnico Universitario Forestal Tecnicatura Universitaria de Espacios Verdes Ingeniería en Recursos Naturales | San Martín de los Andes    | Neuquén           |
| Escuela Superior de Ciencias Marinas                  | Licenciatura en Biología Marina Técnico en Producción Pesquera y Maricultura | San Antonio Oeste          | Río Negro         |
| Centro Regional Universitario Bariloche               | Ingeniería Civil Ingeniería Eléctrica Ingeniería Electrónica Ingeniería en Petróleo Ingeniería Mecánica Ingeniería Química Licenciatura en Ciencias Biológicas Profesorado en Ciencias Biológicas Profesorado en Educación Física Licenciatura en Matemática Profesorado en Matemática Técnico en Acuicultura Licenciatura en Enfermería Profesorado en Historia Licenciatura en Historia | San Carlos de Bariloche    | Río Negro         |
| Centro Universitario Regional Zona Atlántica          | Licenciatura En Administración Pública Licenciatura en Ciencia Política Profesorado Universitario de Ciencia Política Licenciatura en Gestión de Empresas Agropecuarias Profesorado en Ciencias Agropecuarias Profesorado de Lengua y Comunicación Oral y Escrita Licenciatura en Psicopedagogía Profesorado en Psicopedagogía Tecnicatura Universitaria en Administración de Sistemas y Software Libre Tecnicatura Universitaria en Desarrollo Web Tecnicatura Universitaria en Administración Pública Licenciatura en Arte y Sociedad (ciclo de Complementación) Licenciatura En Gestión de Recursos Humanos ( Ciclo de Complementación ) | Viedma                     | Río Negro         |
| Centro Regional Universitario Zapala                  | Técnico en Plantas y Análisis de Menas Licenciatura en Tecnología Minera Ingeniería en Agrimensura Tecnicatura Universitaria en Topografía | Zapala                     | Neuquén           |

### Bibliotecas

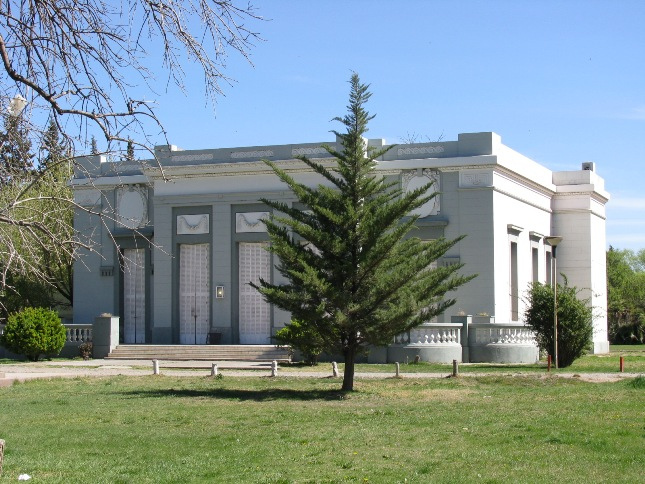
Biblioteca Facultad de Ciencias de la Educación "Casa Peuser".

La Universidad cuenta con un sistema de bibliotecas (SISBUNC) compuesto por una biblioteca central y las bibliotecas de las diversas unidades académicas en sus respectivas ciudades:
- Biblioteca Central "Francisco P. Moreno"
- Biblioteca de la Facultad de Ciencias Agrarias "Rómulo Raggio" Archivado el 28 de enero de 2020 en Wayback Machine.
- Biblioteca de la Facultad de Ciencias de la Educación Archivado el 9 de julio de 2019 en Wayback Machine.
- Biblioteca de la Facultad de Derecho y Ciencias Sociales "Ernesto Sábato"
- Biblioteca de la Facultad de Ciencias Médicas "Dr. César Rodríguez Ferrari" (enlace roto disponible en Internet Archive; véase el historial, la primera versión y la última).
- Biblioteca de la Facultad de Ciencias y Tecnologías de los Alimentos
- Biblioteca de la Facultad de Turismo
- Biblioteca del Asentamiento Universitario Zapala
- Biblioteca del Centro Universitario Regional Zona Atlántica
- Biblioteca del Centro Regional Universitario Bariloche
- Biblioteca del Asentamiento Universitario San Martín de los Andes "Mario O. Gentili"
- Biblioteca de la Escuela Superior de Ciencias Marinas

### Biblioteca digital,  Repositorio Institucional y Portal de Revistas
A partir de diciembre de 2017 la Universidad Nacional del Comahue cuenta con su Repositorio Digital Institucional (RDI) de acuerdo con la ley 26899/ 2013 y su reglamentaria 0753/2016. El mismo es cosechado desde fines de 2018 en el Sistema Nacional de Repositorios (SNRD).
En consonancia con la política de acceso abierto se suma al repositorio mencionado,  la Biblioteca Digital de la Facultad de Lenguas y el Portal de Revistas (REVELE).

### Museos
La Universidad Nacional del Comahue cuenta con un Museo de Ciencias Naturales, la creación del museo fue impulsada por un grupo de investigadores de la Facultad de Humanidades, quienes en 1972 solicitan a las autoridades de la Universidad establecer una Comisión Honoraria con la misión de analizar la conveniencia y factibilidad de crear un Museo de Ciencias Naturales y Regional en el ámbito de la Universidad Nacional del Comahue. 
De esta manera, y dando cuenta del alto interés científico de la región del Comahue, el 9 de marzo de 1973 por Ordenanza Nº006 se crea el Museo de Ciencias Naturales y Regional de la Universidad Nacional del Comahue en la ciudad de Neuquén, Patagonia argentina. 
En el año 1975, conforme a lo señalado en la Resolución Nº0795, con la intención de no solo volcar el aspecto tradicional de ambas categorías científicas sino todo aquello que, acentuado a la actividad del hombre, signifique el producto de las distintas etapas y niveles culturales y particulares sea el testimonio de la Universidad en su aporte al proceso de la región y del país, se resuelve cambiar la denominación del museo como “Museo de Ciencias Naturales y Humanas” y disponer la construcción de un edificio dentro del campus de la Universidad Nacional del Comahue, en el sector bardas norte. 
El campus de la UNCo, cuenta con el privilegio de estar emplazado en una región de gran reconocimiento nacional e internacional para la comprensión de los fenómenos geológicos y paleontológicos, las secuencias estratigráficas documentan los principales hechos de la evolución paleontológica de la Patagonia, en tal sentido, con la finalidad de promover la formación de equipos de investigación en dichas áreas se crea por Ordenanza Nº0258 del 27 de mayo de 1983 el “Instituto de Geología y Paleontología Regional”.
El Museo de Ciencias Naturales es una institución clave en el desarrollo de la paleontología en la región patagónica. Sus investigadores han llevado a cabo estudios y aportes sumamente significativos sobre la fauna y flora del pasado de la región, contribuyendo al conocimiento científico en estas áreas. Su vasta e importante colección cuenta con registros paleontológicos, arqueológicos, así como una amplia variedad de especies de la flora y fauna actual. Desde el año 2021, la Universidad es considerada como la única Universidad en el mundo que cuenta con un sitio de nidificación de aves del cretácico, preservado in situ.
En la actualidad el MUC ofrece programas educativos para escuelas y público en general, así como programas de investigación paleontológica. También ha sido sede de numerosas exposiciones temporales y ha participado en la organización de eventos científicos y culturales en la región.
El Museo de Ciencias Naturales de la Universidad Nacional del Comahue es una institución importante en la preservación y difusión del patrimonio natural y cultural de la región de Patagonia. Su contribución al desarrollo de las Ciencias Naturales de la región ha sido significativa, convirtiéndolo en un centro clave para la investigación y la educación en estas áreas.

### Elencos artísticos
La universidad cuenta con el coro universitario el cual realiza actuaciones en la región, siendo invitada a presentarse con la Academia Bach de Buenos Aires, la Orquesta Sinfónica de la Universidad Nacional de San Juan y la Orquesta Sinfónica de Neuquén, representó a los coros universitarios de Argentina en el Festival Internacional de Coros Universitarios de 1992 en Valencia. Además cuenta con la orquesta universitaria la cual se presenta en las localidades en las que se asienta la universidad, en el año 2003 mediante un acuerdo con la municipalidad de Cutral Có se crea la orquesta infantojuvenil la cual va en ayuda de sectores socialmente desfavorecidos:
- Coro Universitario del Comahue
- Orquesta Universitaria del Comahue
- Orquesta Infantojuvenil de Cutral Có

### Medios de comunicación
La universidad cuenta con 2 radios en FM, la radio Universidad CALF que transmite desde la ciudad de Neuquén y la radio Antena Libre que transmite desde la ciudad de General Roca, estas señales pueden ser recepcionadas en ambas ciudades debido a su proximidad:
- Radio Universidad CALF
- Radio Antena Libre de la Facultad de Derecho y Ciencias Sociales

### Servicio de Obra Social de la UNCo
El SOSUNC (Servicio de Obra Social de la Universidad Nacional del Comahue), cuenta con un teatro universitario lírico único en la Argentina y una sala de arte, ambas ubicadas en el campus central de la universidad en la ciudad de Neuquén.
- Teatro Universitario del SOSUNC
- Sala de Arte del SOSUNC

### Editoriales
La universidad cuenta con la editorial Educo, la cual edita e imprime libros universitarios y da asesoramiento a toda la región del Alto Valle del Río Negro:
- Educo Editorial de la Universidad Nacional del Comahue[25][26]

## Investigación y extensión básica y aplicada

### Hongos comestibles con sentido social
Especialista de la UNCo desarrollan producen hongos comestibles desde una economía social a través de un modelos productivos de hongos lignocelulósicos comestibles destinados al consumo a escala familiar y a su comercialización. La inclusión de estos hongos en la dieta de las poblaciones donde se implementa el proyecto ya es una realidad, y también significa un aporte a los ingresos familiares. La creación de un mercado donde se hallen productos libres de agroquímicos y producidos a partir de una economía solidaria fue uno de los disparadores del proyecto.

### Investigación sobre Dinosaurios de Norpatagonia
En el Centro Paleontológico Lago Barreales se desarrolla el único núcleo científico - educativo sobre paleontología de grandes vertebrados en un yacimiento paleontológico en Sudamérica. 25 años de trabajos científicos se pueden observar en el registro de la vida del pasado de Patagonia y se resguardan como elemento patrimonial en el Museo de Geología y Paleontología. Mientras que en el Proyecto Dino la vivencia de la paleontología es la llave que permite a escuelas y visitantes sentir la vida del paleontólogo en el campo. El Proyecto Dino, único en su tipo en el Hemisferio Sur, permite descubrir el pasado de un Ecosistema que existió hace 90 millones de años. .

### Plantas nativas contra la desertificación
Suelos desnudos y médanos cubren una geografía que aunque inhóspita y rebelde, también puede ser sustentable. Es por esto que en Neuquén, especialistas de la UNCo cultivan plantas nativas en un vivero para rehabilitar zonas degradadas. Plantaciones en campo demostraron un nivel de supervivencia que alcanza el 95 %. Se trata de 14 especies y, como objetivo, el grupo de investigadores espera llegar a las 30. La puesta en valor de las especies autóctonas, mal consideradas ‘yuyos’, fue el punto de partida.

### Software estadístico
Especialistas de la UNCo desarrollaron un software a través del que se busca mejorar la eficacia de la educación estadística en escuelas y universidades. Bajo la consigna de “aprender experimentando”, el desarrollo fue creado con una estructura modular y un entorno de navegación accesible, y es adaptable según los conocimientos previos del usuario. El software “Estadística aplicada” constituye un aporte en la construcción del aprendizaje significativo, dado que el protagonismo le corresponde al alumno.

### Fibras caprinas especiales
Un grupo de docentes lleva adelante un proyecto para obtener y procesar fibras de la cabra criolla regional, animal de alto valor en la zona del norte neuquino. De esta manera se espera contribuir a la producción sustentable con conservación del recurso natural. Entre los logros de la primera etapa del proyecto se cuenta la importante comercialización en cantidad y valor comercial de las fibras, por lo que los productores de la zona se comprometieron con esta alternativa productiva.

## Centros y grupos de estudio[31]

### Facultad de Humanidades
- CEHIR – Centro de Estudios de Historia Regional.
- CEHEPYC - Centro de Estudios Históricos de Estado, Política y Cultura.
- CEIFICSOH – Centro de Investigación en Filosofía de las Ciencias Sociales y Humanidades.
- CEAPEDI - Centro de Estudios y Actualización en Pensamiento Político, Decolonialidad e Interculturalidad.
- CEASIG - Centro de Estudios Ambientales y Sistemas de Información Geográfica.
- CEPEL - Centro Patagónico de Estudios Latinoamericanos.
- CIEG - Centro Interdisciplinario de Estudios de Género.
- Centro de Estudios en Filosofía de la Cultura.
- LANTEL - Laboratorio Norpatagónico de Teledetección.
- LIPAT - Laboratorio Patagónico de Investigación para el Ordenamiento Ambiental y Territorial.
- ECEHLA - Centro de Estudios Críticos e Históricos de Literatura Argentina.
- Centro de Estudios en Filosofía de las Ciencias y Hermenéutica Filosófica del Comahue.
- CEDRAM - Centro de Estudios de las Dramaturgias de la Norpatagonia.
- GEHISO - Grupo de Estudios de Historia Social.